# Kouka Margni
 Kouka Margni o Kouka Marnié è un comune del Ciad situato nel dipartimento di Mangalmé, provincia di Guéra.